# Тихон (Хворостинин)
Архиепископ Тихон (в миру Тимофей Иванович Хворостинин; ум. 14 июня 1576) — епископ Русской церкви, архиепископ Казанский и Свияжский.
В РБС назван князем, с чем, однако, не согласны современные исследователи, призывающие не путать семью архиепископа с князьями Хворостиниными — «это совсем другой род». Сын Ивана-Безобраза Хворостинина, внук Ивана, правнук Константина. Известны братья архиепископа — Сувор и Михаил («Михайла») Безобразовы Хворостинины.
Пострижен в монашество в Иосифо-Волоколамском монастыре ранее 1568/1569 (7077) года.
С 1572 года состоял игуменом Николаевского Угрешского монастыря Московской епархии.
В 1573 году переведён в Успенский Иосифов монастырь.
5 июля 1575 года рукоположён во архиепископа Казанского и Свияжского.
Тимофей присутствовал на соборе 1572 года, созванном в Москве для суждения о желании Иоанна IV вступить в четвёртый брак, и подписался под разрешительной грамотой, данной царю.
Совершил погребение епископа Тверского Варсонофия, который скончался 11 апреля 1576 года.
В первом степенном списке, составленном тем же собором, Тихон имел тринадцатую степень, но под соборным деянием подписался одиннадцатым.
Скончался 14 июня 1576 года и погребён в Троицком казанском монастыре. 15 ноября 1700 года тело его перенесено было в соборный храм. Имя его без обозначения года внесено в синодик Угрешского монастыря.